# Rio Beaver (Pensilvânia)
 O rio Beaver é um afluente do rio Ohio, no oeste da Pensilvânia, nos Estados Unidos, com um comprimento de aproximadamente 21   mi (34   km). Ela flui através de uma região produtora de carvão, historicamente importante, ao norte de Pittsburgh. O rio Beaver é formado no condado de Lawrence pela confluência dos rios Mahoning e Shenango no bairro de New Castle em Mahoningtown. Flui geralmente para o sul, passando por West Pittsburg e Homewood. Recebe Connoquenessing Creek a oeste de Ellwood City e passa por Beaver Falls e New Brighton . Ele se une ao Ohio em Bridgewater e Rochester (que flui entre essas duas cidades) na extremidade a jusante de uma curva acentuada no Ohio aproximadamente 20   mi (32   km) a noroeste de (e a jusante de) Pittsburgh. Nas regiões mais baixas, perto do rio Ohio, o Beaver atravessa um desfiladeiro de arenito subjacente. O rio é aproximadamente paralelo à fronteira com o estado de Ohio, com a Interestadual 376 e a Rota da Pensilvânia 18 correndo paralela ao próprio rio.
O rio, que flui por toda a metade norte do condado de Beaver, serve como xará do condado, além de vários locais nos condados de Beaver e Lawrence. O próprio rio foi nomeado para o Rei Beaver (Tamaqua), da nação de Delaware, que havia migrado para a área no final da década de 1740, ou para o próprio animal. Até a partição do condado de Lawrence de partes do condado de Beaver e Mercer em 1849, o rio estava inteiramente localizado no condado de Beaver, com seu terminal a montante na fronteira entre o condado de Beaver e Mercer entre 1800-1849.

## Comunidades ao longo do rio
- West Pittsburg
- Wampum
- Koppel
- Homewood
- Beaver Falls
- Eastvale
- New Brighton
- Fallston
- Rochester
- Bridgewater